# 엘리자베스 미첼
엘리자베스 조애나 미첼(Elizabeth Joanna Mitchell, 1970년 3월 27일 ~ )은 미국의 배우로 ABC의 TV 시리즈 로스트의 Dr. 줄리엣 버크나 V의 FBI 직원 에리카 에반스 역을 맡은 것으로 잘 알려져 있다. 더 산타 클라우스 2, 더 산타 클라우스 3: 면책 조항, 지아와 같은 영화에도 출연한 바 있다.

## 영화
- 프리퀀시
- 너스 베티
- 산타클로스 2
- 러닝 스케어드
- 산타 클로스 3: 산타의 탈출
- 더 퍼지: 일렉션 이어

## 텔레비전
- JAG (드라마)
- 지아 (영화)
- ER (드라마)
- 이야기 도시
- CSI: 과학수사대
- 보스턴 리걸
- 에버우드
- 하우스 (드라마)
- 로스트
- V (2009년 드라마)
- 레볼루션 (드라마)
- 원스 어폰 어 타임 (드라마)
- 크로싱라인
- 데드 오브 서머
- 더 익스팬스
- 블라인드스팟
- 굿 닥터 (2017년 드라마)
- 아우터뱅크스 (드라마)

## 연극
- 한여름 밤의 꿈